# 심민 (VJ)
심민(본명: 심순민 → 심지유, 1983년 4월 28일 ~ )은 대한민국의 비디오 자키 겸 VJ, 배우이다. 출생 당시 본명은 심순민이었으나, 심지유로 개명하였다.

## 약력
- 2003년 - 한국의 음악 전문 채널인 M.net의 VJ 선발 대회에서 금상을 획득, 그것을 계기로서 한국 연예계에 데뷔하였다.
- 2006년 7월 16일 - 헬로! 프로젝트 유학생이 되는 것이 공표되었다. 유학 기간은 당초 3주간의 예정이었지만, 최종적으로 8월 31일까지 연장되었다. 유학 내용은 풋살 팀 갓타스 브릴리언티스 H.P.로 활동을 메인에, 보이스 트레이닝이나 댄스 레슨, 일본어의 공부를 통해서 헬로! 프로젝트를 체험하는 일. 보이스 트레이닝의 최초의 과제곡은 고토 마키의「スッピンと涙。(맨얼굴과 눈물)」. 댄스 레슨의 최초의 과제곡은 고토 마키의「抱いてよ！ Please go on(안아줘! Please go on)」.
- 2006년 7월 20일 - 오다이바 모험왕으로 실시된 갓타스 브릴리언티스 H.P.의 공식 연습에 참가했다. 이것이 헬로! 프로젝트 팬에게의 피로연이 된다. 일반의 연습에는 이것 이전부터 몇 차례 참가하고 있었다.
- 2006년 8월 7일 - 믹스 갓타스의 멤버로서 시합(오다이바 모험왕 "한 여름의 여왕" 결정전 예선 그룹 C)에 첫 참가. 등번호 16.
- 2006년 8월 22일 - 믹스 갓타스의 멤버로서 오다이바 모험왕 "한 여름의 여왕" 결정전 예선 그룹 D에 참가.

## 연기 활동

### 드라마
- 2005년 KBS1 일일연속극 《별난여자 별난남자》 ... 오경주 역
- 2006년 MBC 단막극 《MBC 베스트극장 - 가리봉동 오션스 일레븐》
- 2008년 KNN 미니시리즈 《대박인생》
- 2013년 JTBC 월화드라마 《무정도시》 ... 주영 역
- 2013년 MBC 월화드라마 《기황후》 ... 궁녀 역
- 2014년 SBS 월화드라마 《유혹》 ... 서 대리 역
- 2014년~2015년 KBS2 주말연속극 《가족끼리 왜 이래》 ... 간호사 역
- 2015년 OCN 주말드라마 《아름다운 나의신부》 ... 강정화 역
- 2015년 MBC every1 웹드라마 《상상고양이》 ... 허공주 역
- 2017년 tvN 금토드라마 《시카고 타자기》 ... 미영 역
- 2019년 tvN 토일드라마 《자백》 ... 김선희 역

### 방송 프로그램
- 2003년 ~ 2014년 Mnet 《WIDE 연예뉴스》 - VJ
- 2003년 ~ 2005년 KBS 2TV 《게임정보특급》 - MC
- 2004년 ~ 2005년 KBS 2TV 《행복한 밥상》 - 게스트
- 2006년 ~ 2006년 XTM 《S 시즌2》 - MC
- 2007년 ~ 2007년 KBS N 스포츠 《날아라 슛돌이 3기》 - MC
- 2016년 ~ 채널A 《천일야史》 - 각종 단역 (비고정)

### 연극
- 2005년 사랑

## 수상
- 2003년 슈퍼 VJ모델 선발대회 엠넷 VJ상
- 2015년 글로벌 기부문화공헌대상 - 대상

## 같이 보기
- 심소헌
- 심은진
- 신소율